# Cellule cromaffini

Epinefrina

Norepinefrina

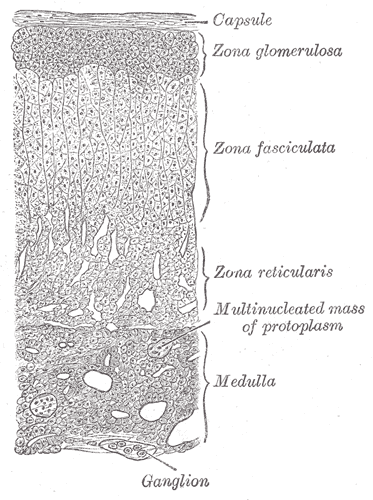
Ghiandola surrenale (midollo indicato in basso a destra).

Le cellule cromaffini sono cellule neuroendocrine localizzate nel midollo delle ghiandole surrenali (ghiandole soprarenali - posizionate sopra i reni) e in altri gangli del sistema nervoso simpatico. Derivano dalla cresta neurale embrionica.
Durante la quinta settimana di sviluppo fetale umano, i neuroblasti migrano dalla cresta neurale per formare la catena simpatica e i gangli preaortici. Le cellule migrano una seconda volta nel midollo surrenale. Le cellule cromaffini si trovano anche presso i gangli simpatici, il nervo vago, i paragangli, e le carotidi. In minore concentrazione, cellule cromaffini extra-surrenali risiedono pure nella parete della vescica urinaria, nella prostata, e dietro il fegato.

## Funzione
Le cellule cromaffini del midollo surrenale sono innervate dal nervo splancnico e secernono adrenalina, noradrenalina, ed encefalina, o specificamente endorfine dal momento che sono internamente derivate e legate ai recettori corporei di oppioidi nel sistema sanguigno. Pertanto, svolgono un ruolo importante nella risposta combatti o fuggi. Sono anche coinvolte nella conversione da parte dell'enzima dopamina idrossilasi della dopamina in noradrenalina. Esistono forme cellulari N ed E (secondo la nomenclatura britannica - anche Na e A noradrenalina e adrenalina); le prime producono noradrenalina, le seconde raccolgono dalle cellule N cells attraverso l'interazione con i glucocorticoidi, e convertono la noradrenalina in adrenalina.

## Nomenclatura
Queste cellule sono così chiamate perché possono essere osservate mediante trattamento a base di sali di cromo. Essi ossidano e polimerizzano le catecolammine dando luogo a una colorazione bruna, più pesante nelle cellule che secernono noradrenalina.
Le cellule enterocromaffini sono così denominate a causa della loro somiglianza istologica con le cellule cromaffini (anch'esse si colorano di giallo se trattate con sali di cromo), ma la loro funzione è differente.
Le cellule enterocromoaffino-simili sono un'altra popolazione di cellule presente solamente nella parete dello stomaco, sono simili alle cellule enterocromaffini ma non contengono 5-HT. Esse vengono stimolate dalla gastrina a secernere istamina.